# Simón Cabido
Simón Cabido (Filipinas; 5 de mayo de 1931 - Madrid; 7 de mayo de 1992) fue un actor y humorista español.

## Inicios
Hijo de una acomodada familia española afincada en Manila, a los cuatro años regresó a España, instalándose en Bilbao. Sus inicios profesionales se sitúan en el mundo del teatro, pudiendo destacarse su participación en el estreno de la célebre obra de Antonio Buero Vallejo Las Meninas, en 1960 y en los montajes de Ligazón (1966) y Romance de lobos (1970), ambas de Valle-Inclán.

## Doña Croqueta
El personaje que lo hizo famoso y que le acompañó hasta su muerte, Doña Croqueta, una turista americana excéntrica y algo grotesca, nació de su imaginación en 1957, con motivo de los Carnavales de Villagarcía de Arosa (Pontevedra).
En 1980 recupera el personaje para formar pareja artística con el actor Juanito Navarro, que interpreta el papel del cateto Don Ciruelo, en sus actuaciones humorísticas. Recorren los escenarios de España y en la temporada 1980-1981 se convierten en personajes fijos del programa de TVE 625 líneas. También le hizo famoso el personaje de 1000 pelotas.

## Trabajos en televisión
En 1965 trabajó para Televisión española en el programa de cámara oculta, Objetivo Indiscreto (basado en un formato norteamericano), interpretando al conocido como "gancho".
En 1971 aparece en el capítulo 10 de la serie Crónicas de un pueblo interpretando el personaje de Juan Cansado.
En 1976 aparece interpretando al catador en el capítulo "La batalla del vino de Jerez", de la serie "Curro Jiménez"
Su gran éxito vino, también en televisión, con el personaje de Doña Cocleta  a principios de los años ochenta. Tras unos años de inactividad artística, retornó a la televisión con la llegada de las cadenas privadas: en Telecinco, presentó con Juanito Navarro Tutti Frutti (1990-1991) y Entre platos anda el juego (1990-1992).

## Filmografía
Participó en algunas películas como Ligue Story (1972) de Alfonso Paso, Más fina que las gallinas (1977) de Jesús Yagüe y Pepito Piscinas (1978) con Fernando Esteso.

## Fallecimiento
El actor falleció a causa de un cáncer de piel.